# Propellerstempel
Een propellerstempel is een aankomststempel dat in Nederland werd gebruikt om aan te geven dat het poststuk per luchtpost was vervoerd. Op het stempel stond de tekst "per luchtpost aangebracht", waaruit moest blijken "dat de overbrenging inderdaad per vliegtuig heeft plaatsgehad". Het stempel was in de periode juni 1928 - februari 1930 in gebruik op de postkantoren van Amsterdam, Den Haag en Rotterdam. 